# Something to Remember
Something to Remember – album Madonny będący kompilacją jej najlepszych ballad oraz nowego materiału. 
Poza trzema nowymi utworami („I Want You”, „You’ll See”, „One More Chance”) oraz nowym remiksem utworu „Love Don’t Live Here Anymore”, na składance znalazły się po raz pierwszy utwory będące wcześniej dostępne w wersjach oryginalnych tylko na singlach lub ścieżkach dźwiękowych: „I’ll Remember” z roku 1994, „This Used to Be My Playground” z roku 1992 oraz „Crazy for You” z roku 1985. 
Pozycja ta była kolejnym dowodem na „wyciszanie się” Madonny po burzliwym początku lat 90. W nocie, którą została opatrzona ta składanka, Madonna napisała między innymi: Mimo że nie żałuję wyborów poczynionych na niwie artystycznej, to nauczyłam się doceniać fakt, że można zrobić coś w prostszy sposób. Niewątpliwie spokój ten był też związany z przygotowaniami piosenkarki do udziału w filmie Evita - prace nad ścieżką dźwiękową Evita rozpoczęły się wkrótce po wydaniu tego albumu.
Wydawnictwo sprzedało się w łącznym nakładzie ponad 8 mln egzemplarzy (w tym 3 mln w USA).

## Lista utworów
| #   | Tytuł | Czas |
| --- | --- | ---- |
| 1.  | „I Want You” z Massive Attack Autor: Leon Ware, Arthur Ross Producent: Nellee Hooper                                 | 5:18 |
| 2.  | „I’ll Remember” Autor: Patrick Leonard, Madonna Ciccone, Richard Page Producent: Madonna, Patrick Leonard            | 4:23 |
| 3.  | „Take a Bow” Autor: Kenneth Edmonds, Madonna Ciccone Producent: Babyface, Madonna                                    | 5:21 |
| 4.  | „You’ll See” Autor: Madonna Ciccone, David Foster Producent: Madonna, David Foster                                   | 4:41 |
| 5.  | „Crazy for You” Autor: John Bettis, Jon Lind Producent: John „Jellybean” Benitez                                     | 4:05 |
| 6.  | „This Used to Be My Playground” Autor: Madonna Ciccone, Shep Pettibone Producent: Madonna, Shep Pettibone            | 5:10 |
| 7.  | „Live to Tell” Autor: Madonna Ciccone, Patrick Leonard Producent: Madonna, Patrick Leonard                           | 5:52 |
| 8.  | „Love Don’t Live Here Anymore (Remix)” Autor: Miles Gregory Producent: Nile Rodgers Producent remiksu: David Reitzas | 4:54 |
| 9.  | „Something to Remember” Autor: Madonna Ciccone, Patrick Leonard Producent: Madonna, Patrick Leonard                  | 5:04 |
| 10. | „Forbidden Love” Autor: Kenneth Edmonds, Madonna Ciccone Producent: Nellee Hooper, Madonna                           | 4:09 |
| 11. | „One More Chance” Autor: Madonna Ciccone, David Foster Producent: Madonna, David Foster                              | 4:28 |
| 12. | „Rain” Autor: Madonna Ciccone, Shep Pettibone Producent: Madonna, Shep Pettibone                                     | 5:29 |
| 13. | „Oh Father” Autor: Madonna Ciccone, Patrick Leonard Producent: Madonna, Patrick Leonard                              | 4:59 |
| 14. | „I Want You (Orchestral)” z Massive Attack Autor: Leon Ware, Arthur Ross Producent: Nellee Hooper                    | 6:04 |

### Utwory bonusowe
|     | japońska płyta kompaktowa                                                                                   |      |
| #   | Tytuł | Czas |
| --- | --- | ---- |
| 15. | „La Isla Bonita” Autor: Madonna Ciccone, Patrick Leonard, Bruce Gaitsch Producent: Madonna, Patrick Leonard | 4:02 |
|     | iberoamerykańska płyta kompaktowa                                                                           |      |
| #   | Tytuł | Czas |
| 15. | „Verás” Autor: Madonna Ciccone, David Foster, Paz Martínez Producent: Madonna, David Foster                 | 4:21 |

## Certyfikaty i sprzedaż
| Kraj              | Certyfikat          | Sprzedaż  |
| ----------------- | ------------------- | --------- |
| Australia         | 4 x platynowa płyta | 280 000   |
| Austria           | platynowa płyta     | 50 000    |
| Brazylia          | platynowa płyta     | 300 000   |
| Finlandia         | 3 x platynowa płyta | 93 000    |
| Francja           | 2 x złota płyta     | 250 000   |
| Hiszpania         | złota płyta         | 60 000    |
| Holandia          | platynowa płyta     | 80 000    |
| Japonia           | platynowa płyta     | 353 000   |
| Kanada            | 2 x platynowa płyta | 200 000   |
| Meksyk            | platynowa płyta     | 250 000   |
| Niemcy            | platynowa płyta     | 300 000   |
| Nowa Zelandia     | złota płyta         | 7 500     |
| Polska            | złota płyta         | 55 000    |
| Singapur          | 7 x platynowa płyta | 105 000   |
| Stany Zjednoczone | 3 x platynowa płyta | 3 000 000 |
| Szwajcaria        | platynowa płyta     | 50 000    |
| Wielka Brytania   | 3 x platynowa płyta | 900 000   |
| Włochy            | 5 x platynowa płyta | 500,000   |

## Single
| #  | Tytuł                          | Data wydania  | [ 7 ] | Unia Europejska | [ 8 ] | Polska |
| -- | ------------------------------ | ------------- | ----- | --------------- | ----- | ------ |
| 1. | You’ll See                     | listopad 1995 | # 6   | # ?             | # 5   | —      |
| 2. | Oh Father (reedycja w Europie) | grudzień 1995 | —     | # ?             | # 16  | —      |
| 3. | One More Chance (poza USA)     | marzec 1996   | —     | # ?             | # 11  | —      |
| 4. | Love Don’t Live Here Anymore   | marzec 1996   | # 78  | # ?             | # —   | —      |

Planowano wydanie na singlu piosenki "I Want You", lecz w związku z tym, że utwór ten był dostępny jednocześnie na dwóch albumach zrezygnowano z tego, mimo iż do piosenki zrealizowano teledysk i zrobiono oficjalne remiksy. Remiksy te, autorstwa Juniora Vasqueza, do chwili obecnej, nie zostały oficjalnie wydane na żadnym nośniku.